# Suzuki TS 185
La Suzuki TS 185 es una motocicleta con una larga trayectoria dentro de la línea de motocicletas de Suzuki, lo que viene a ser una moto de las de antes. Introducida en 1971 La TS es una motocicleta de enduro con un motor de 1 cilindro de dos tiempos enfriado por aire que entrega hasta 18.3 HP. Tiene además un tanque de combustible de 13 l.

## Historia y desarrollo
Los primeros modelos introducidos fueron los TS - A de platinos y 16HP. el Suzuki TS 185 ER en la década de los 80 revolucionando con sistema de lubricación al motor Suzuki CCI y el abandono de la ignición por platinos, en su lugar instalaron ignición por descarga de condensador o CDI. En 1997, Se cambió el aspecto por el depósito de combustible de DR 200, farola rectangular y un tacómetro Denso. fue introducida como TS185ERC.
- Datos: Q42331383